# Hvar 8 dag
Hvar 8 dag, med undertiteln illustreradt magasin, var en svensk illustrerad veckotidning som utgavs mellan 1899 och 1933. Den innehöll en blandning av aktuella nyhets-, kultur- och vetenskapsreportage från Sverige och världen, liksom biografiska artiklar och skönlitterära bidrag. Med tillgång till ny teknik för att återge fotografiska bilder, visades samtidens offentlighet upp. 

## Historia
Tidskriften grundades efter mönster av den danska Hver 8. Dag. Den trycktes fram till 1930 i Göteborg, därefter i Stockholm. Upplagan låg under början av 1910-talet på cirka 100 000 exemplar.
Hjalmar Bratt, var redaktör för tidningen 1901–1931 och från 1917 även ansvarig utgivare. Han efterträddes 1931 av Erik Ljungberger. Bland tidningens medarbetare fanns Erik Ljungberger, Signe Lagerlöw-Sandell, Ella Byström och Carl J. Kullenbergh.
Tidskriften innehöll 12–24 biografiska notiser i varje nummer, med porträtt av personer som fyllde jämna år eller hade avlidit. Det blev cirka 500 biografier per år.[källa behövs] Förlaget tillhandahöll pärmar för inbindning av årgångarna och detaljerade årsvisa innehållsförteckningar. Redaktören indexerade också själv alla trettiofyra årgångarna
I november 1932 upphörde Hvar 8 dag som egen tidning och den uppgick i Idun efter att tidigare samma år ha bytt namn till Pressjournalen Var 8 dag.